# LUC7L
LUC7L‏ (LUC7 like) هوَ بروتين يُشَفر بواسطة جين LUC7L في الإنسان.